# Wikipedia tiếng Kannada
Wikipedia tiếng Kannada là phiên bản tiếng Kannada của Wikipedia, một bách khoa toàn thư mở. Bắt đầu hoạt động vào tháng 6 năm 2003, vào tháng 7 2017 phiên bản ngôn ngữ này đang hoạt động ở mức độ vừa phải, với 33.862 bài viết và 195 thành viên tích cực. Đây cũng phiên bản Wikipedia nổi tiếng thứ 12 trong số các Wikipedia phổ biến nhất ở Ấn Độ.
Cộng đồng Wikipedia tiếng Kannada đã tổ chức một cuộc gặp mặt tại Bangalore vào ngày 2 tháng 4 năm 2006.

## Lịch sử
Ngày 16 tháng 8 năm 2009, phiên bản ngôn ngữ này đã có 6.800 bài viết, khiến Wikipedia tiếng Kannada đứng thứ 100 trong số các phiên bản Wikipedia lớn nhất.
Tháng 1 năm 2013, phiên bản này có 12.961 bài viết, 93 thành viên tích cực và 2.680 hình ảnh, làm nó đứng thứ 108 trong số các Wikipedia theo số bài viết tại thời điểm đó.
Tháng 1 năm 2016, Wikipedia tiếng Kannada là phiên bản lớn thứ 10 và phiên bản nhỏ nhất trong số các Wikipedia tiếng Ấn. Bảo quản viên Omshivaprakash tại đây cho rằng Wikipedia tiếng Kannada có ít bài viết vì hiện vẫn chưa có nhiều sự quan tâm từ cộng đồng nói tiếng Kannada đối với Wikipedia, thiếu người biết cách sử dụng công cụ gõ tiếng Kannada và do việc truy cập Internet vẫn còn hạn chế tại nhiều vùng ở Karnataka.

## Sách
- Số liệu thống kê của Wikipedia tiếng Kannada Lưu trữ ngày 29 tháng 3 năm 2016 tại Wayback Machine bởi Erik Mềm